# Tengelic
Tengelic est un village et une commune du comitat de Tolna en Hongrie.